# Argus (bateau)
Pour les articles homonymes, voir Argus.

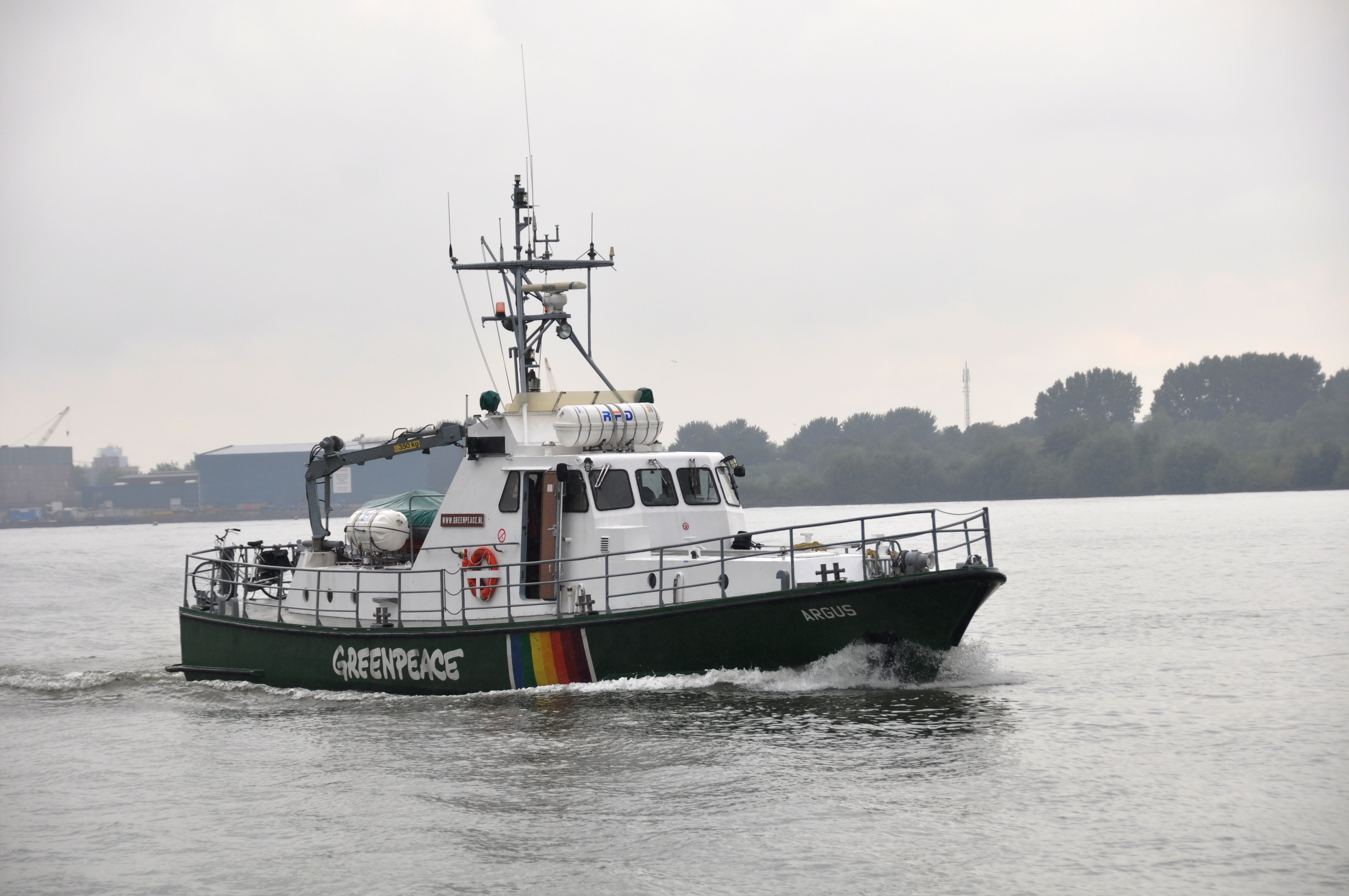
L’Argus aux couleurs de Greenpeace en août 2010.

L’Argus est un ancien navire de Greenpeace. Il a fait partie de la flotte Arc-en-Ciel depuis 2000.

## Histoire
L’Argus a été construit en 1977 pour la marine suédoise sous le nom de  MS Trymbergen.